# Paracyathus montereyensis
Espèce
Statut CITES
Paracyathus montereyensis est une espèce de coraux appartenant à la famille des Caryophylliidae.